# Alexei Alexandrowitsch Tscherwotkin
Alexei Alexandrowitsch Tscherwotkin (russisch Алексей Александрович Червоткин; englisch Alexey Chervotkin; * 30. April 1995 in Sykowy, Oblast Kirow) ist ein russischer Skilangläufer.

## Werdegang
Tscherwotkin gewann bei den Nordischen Junioren-Skiweltmeisterschaften 2013 in Liberec Gold mit der Staffel sowie Bronze im Skiathlon und siegte beim anschließenden Europäischen Olympischen Jugendfestival in Brașov über 15 km Freistil, 7,5 km klassisch sowie mit der Mixed-Staffel. Bei den Junioren-Weltmeisterschaften 2015 gewann er Silber im Skiathlon sowie Bronze mit der Staffel und gewann zwei Jahre später in Almaty die Junioren-Weltmeistertitel über 10 km Freistil, im Skiathlon sowie mit der Staffel. Im Eastern Europe Cup erzielte Tscherwotkin im Februar 2015 mit Platz drei über 15 km Freistil in Rybinsk seine erste Podiumsplatzierung und erreichte bei seinem ersten Start im Skilanglauf-Weltcup im März 2015 mit Rang 22 über 15 km klassisch in Lahti die Punkteränge. Im Januar 2016 erreichte er in Nové Město na Moravě mit dem zweiten Platz mit der Staffel seine erste Podestplatzierung im Weltcup. Bei den U23-Skiweltmeisterschaften 2016 in Râșnov gewann er die Silbermedaille über 15 km klassisch. Zudem errang er den 41. Platz im Sprint und den fünften Platz über 15 km Freistil. Im April 2016 wurde er russischer Meister über 50 km. Zu Beginn der Saison 2016/17 holte er in Werschina Tjoi im Sprint und über 10 km Freistil seine ersten Siege im Eastern Europe Cup. Es folgte jeweils Platz zwei mit der Staffel beim Weltcup in La Clusaz und im Sprint beim Eastern Europe Cup in Krasnogorsk. Bei den U23-Skiweltmeisterschaften 2017 in Soldier Hollow gewann er im Skiathlon und über 15 km Freistil jeweils die Silbermedaille. Im Sprint wurde er Vierter. Beim Saisonhöhepunkt, den Nordischen Skiweltmeisterschaften 2017 in Lahti, holte er die Silbermedaille mit der Staffel. Außerdem errang er den 13. Platz im 50-km-Massenstartrennen. Im März 2017 wurde er bei den russischen Meisterschaften in Chanty-Mansijsk Zweiter im Skiathlon. Die Saison beendete er auf dem vierten Platz in der Gesamtwertung des Eastern Europe Cups. Nach Platz fünf beim Ruka Triple zu Beginn der Saison 2017/18, errang er mit zwei Top-Zehn-Platzierungen den neunten Platz bei der Tour de Ski 2017/18. Bei den Olympischen Winterspielen 2018 in Pyeongchang holte er die Silbermedaille mit der Staffel und belegte zudem den 12. Platz im 50-km-Massenstartrennen. Zum Saisonende kam er beim Weltcupfinale in Falun auf den 23. Platz und erreichte abschließend jeweils den 11. Platz im Gesamtweltcup und Distanzweltcup und den dritten Rang im U23-Weltcup.
Nach Platz 20 beim Lillehammer Triple zu Beginn der Saison 2018/19, errang Tscherwotkin beim Scandinavian Cup in Vuokatti jeweils den dritten Platz über 15 km klassisch und im 30-km-Massenstartrennen und siegte beim Gsieser-Tal-Lauf. Ende März 2019 wurde er in Kononowskaja russischer Meister im Skiathlon. Zu Beginn der Saison 2020/21 belegte er beim Ruka Triple den siebten Gesamtrang und erreichte mit dem zweiten Platz über 15 km klassisch seine erste Podestplatzierung im Weltcupeinzel. Auch bei der Tour de Ski 2021, die er auf dem 17. Platz beendete, kam er mit Platz drei im 15-km-Massenstartrennen erneut aufs Podest. Beim Saisonhöhepunkt, den Nordischen Skiweltmeisterschaften 2021 in Oberstdorf, gewann er die Silbermedaille mit der Staffel und lief dort zudem auf den 18. Platz im Skiathlon und auf den 14. Rang im 50-km-Massenstartrennen. Zum Saisonende belegte er im Engadin den zehnten Platz im 15-km-Massenstartrennen und den 19. Rang in der Verfolgung und erreichte abschließend jeweils den 13. Platz im Gesamtweltcup und im Distanzweltcup. Bei den Rollerski-Weltmeisterschaften 2021 im Val di Fiemme gewann er die Goldmedaille im 15-km-Massenstartrennen.
Nach Platz zwei über 15 km klassisch in Ruka und Rang vier über 15 km Freistil in Lillehammer zu Beginn der Saison 2021/22, errang Tscherwotkin bei der Tour de Ski 2021/22 den 13. Platz. Dabei kam er im 15-km-Massenstartrennen im Fleimstal auf den dritten Platz. Beim Saisonhöhepunkt, den Olympischen Winterspielen 2022 in Peking, holte er die Goldmedaille mit der Staffel. Zudem errang er dort den 36. Platz im Skiathlon und den fünften Platz über 15 km klassisch. Die Saison beendete er auf dem 15. Platz im Gesamtweltcup und auf dem siebten Rang im Distanzweltcup.

## Siege bei Continental-Cup-Rennen
| Nr. | Datum             | Ort            | Disziplin        | Serie              |
| --- | ----------------- | -------------- | ---------------- | ------------------ |
| 1.  | 22. November 2016 | Werschina Tjoi | 10 km Freistil   | Eastern Europe Cup |
| 2.  | 23. November 2016 | Werschina Tjoi | Sprint klassisch | Eastern Europe Cup |

## Teilnahmen an Weltmeisterschaften und Olympischen Winterspielen

### Olympische Spiele
- 2018 Pyeongchang: 2. Platz Staffel, 12. Platz 50 km klassisch Massenstart
- 2022 Peking: 1. Platz Staffel, 5. Platz 15 km klassisch, 36. Platz 30 km Skiathlon

### Nordische Skiweltmeisterschaften
- 2017 Lahti: 2. Platz Staffel, 13. Platz 50 km Freistil Massenstart
- 2021 Oberstdorf: 2. Platz Staffel, 14. Platz 50 km klassisch Massenstart, 18. Platz 30 km Skiathlon

## Platzierungen im Weltcup

### Weltcup-Statistik
Die Tabelle zeigt die erreichten Platzierungen im Einzelnen.
- 1.–3. Platz: Anzahl der Podiumsplatzierungen
- Top 10: Anzahl der Platzierungen unter den ersten zehn
- Punkteränge: Anzahl der Platzierungen innerhalb der Punkteränge
- Starts: Anzahl gelaufener Rennen in der jeweiligen Disziplin
- Hinweis: Bei den Distanzrennen erfolgt die Einordnung gemäß FIS.

| Platzierung               | Distanzrennen a | Distanzrennen a | Distanzrennen a | Distanzrennen a | Distanzrennen a | Skiathlon Verfolgung | Sprint | Etappen- rennen b | Gesamt | Team   | Team    |
| Platzierung               | ≤ 5 km          | ≤ 10 km         | ≤ 15 km         | ≤ 30 km         | > 30 km         | Skiathlon Verfolgung | Sprint | Etappen- rennen b | Gesamt | Sprint | Staffel |
| ------------------------- | --------------- | --------------- | --------------- | --------------- | --------------- | -------------------- | ------ | ----------------- | ------ | ------ | ------- |
| 1. Platz                  |                 |                 |                 |                 |                 |                      |        |                   |        |        |         |
| 2. Platz                  |                 |                 | 2               |                 |                 |                      |        |                   | 2      |        | 2       |
| 3. Platz                  |                 |                 | 2               |                 |                 |                      |        |                   | 2      |        |         |
| Top 10                    |                 |                 | 17              | 1               | 1               | 5                    |        | 3                 | 27     |        | 5       |
| Punkteränge               |                 | 2               | 27              | 2               | 3               | 15                   | 1      | 7                 | 57     |        | 5       |
| Starts                    |                 | 3               | 31              | 2               | 3               | 17                   | 11     | 7                 | 74     |        | 6       |
| Stand: Saisonende 2021/22 |                 |                 |                 |                 |                 |                      |        |                   |        |        |         |

### Weltcup-Gesamtplatzierungen
| Saison  | Gesamt | Gesamt | Distanz | Distanz | Sprint | Sprint |
| Saison  | Punkte | Platz  | Punkte  | Platz   | Punkte | Platz  |
| ------- | ------ | ------ | ------- | ------- | ------ | ------ |
| 2014/15 | 9      | 132.   | 9       | 81.     | -      | -      |
| 2015/16 | 40     | 87.    | 40      | 49.     | -      | -      |
| 2016/17 | 51     | 86.    | 51      | 55.     | -      | -      |
| 2017/18 | 569    | 11.    | 347     | 11.     | -      | -      |
| 2018/19 | 192    | 38.    | 170     | 24.     | -      | -      |
| 2019/20 | 107    | 50.    | 107     | 32.     | -      | -      |
| 2020/21 | 423    | 13.    | 284     | 13.     | 11     | 66.    |
| 2021/22 | 387    | 15.    | 307     | 7.      | -      | -      |